# Іскра (Даниловград)
ФК «Іскра»  (чорн. Fudbalski klub Iskra, Фудбалски клуб Искра) — чорногорський футбольний клуб з міста Даниловград. Виступає у Першій лізі чемпіонату Чорногорії. Заснований 1919 року. Домашні матчі проводить на стадіоні «Браче Велашевич».

## Історія
Розвиток футболу у Даниловграді пов'язують з ім'ям Стевана Златичаніна, який навесні 1919 року за допомогою свого батька, торгівця Неша Златичаніна, привіз партію футбольних м'ячів. Тієї ж весни був зібраний робітничий спортивний клуб «Слога» (укр. Згода), попередник «Іскри».
Перший матч був проведений 6 травня 1919 року на полі поблизу монастирю Ждребаоник. Ця дата вважається днем заснування клубу.
У міжвоєнні роки у Даниловграді існувало ще шість футбольних клубів: «Зора» (1927), «Змай» (1929), «Нєгош» (1931), «Гром» (1932), «Напредак» (1935) і «Омладінац» (1939), з яких лише «Змай» виступав на більш професійному рівні.
Після Другої світової війни під час зборів на базі клубів «Слога» та «Змай» був заснований новий клуб «Іскра». Його виступи не були вдалими, у чемпіонатах СФРЮ Союзної республіки Югославії та Сербії і Чорногорії клуб грав у нижчих лігах.
Найвищим досягненням клубу у чемпіонатах незалежної Чорногорії є вихід до Першої ліги за підсумками сезону 2014/15.
| Сезон   | Ліга               | Місце |
| ------- | ------------------ | ----- |
| 2006-07 | Третя ліга (Центр) | 1     |
| 2007-08 | Третя ліга (Центр) | '     |
| 2008-09 | Третя ліга (Центр) | '     |
| 2009-10 | Третя ліга (Центр) | '     |
| 2010-11 | Друга ліга         | 4     |
| 2011-12 | Друга ліга         | 9     |
| 2012-13 | Друга ліга         | 11    |
| 2013-14 | Третя ліга (Центр) | '     |
| 2014-15 | Друга ліга         | 1     |
| 2015-16 | Перша ліга         | 10    |